# 이혼숙려제도
이혼숙려제도(離婚熟慮制度)는 부부가 법원에 협의 이혼의 의사확인을 신청할 경우 일정한 숙려 기간이 지나야 협의이혼의사를 확인하는 제도이다. 미국, 독일, 러시아, 대한민국, 일본 등에서 시행되고 있다.

## 대한민국의 이혼숙려제도

### 도입 배경
대한민국이 이혼숙려제도를 도입한 배경은 소위 '홧김 이혼'을 줄이기 위해서였다. 1990년대 후반 IMF 사태 이후에, 이혼율이 급증하자 이를 사회적 문제로 보는 경향이 강해졌고, 특히 2000년대 들어서는 부부가 양육 및 섭권 등 미성년자인 자녀에 관한 중요한 법률적인 문제를 정하지 않은 채 혼인관계만 해소해 자녀들의 복리를 등한시하는 것이 실제로 사회적 문제가 되어, 1999년 10월 초에 첫 방영된, 이혼 및 가족 문제를 모티브로 하는 KBS의 금요 시츄레이션 드라마 '부부클리닉 사랑과 전쟁(시즌 1)'이 프로그램 기획 단계에서, 시청자 사연을 비롯한, 재판상 이혼 사유를 바탕으로, 가정 법원 분쟁 조정 위원회의 조정 사례를 참조한 법정 공방 형식으로 진행하였다. '부부클리닉 사랑과 전쟁(시즌 1)'을 기획한 KBS 예능본부의 박해선 팀장의 인터뷰에서, "이혼 및 가족 문제 해결을 위한 솔루션 프로그램의 안티테제로서, 시추에이션 드라마 형식은 자칫 남의 이야기나 재밋거리로 비칠 수 있지만, 이혼은 누구나 언젠가 일어 날 수 있는 심각한 사회적 문제라는 관점에서, 더 이상 남의 일 같지 않으며, IMF 외환위기 이후에 황혼 이혼까지 급증하는 여세를 몰아, 이혼 및 가족 문제들을 과감히 해결해 나갈 수 있는 사회적 분위기를 만들기 위해 모든 계층이 누구나 공감할 수 있는 솔루션 프로그램으르 방향을 잡았다"라고 말했다.
이 때문에 2007년 12월 21일 민법 제836조의2가 신설되어 2008년 6월 22일부터 이혼숙려제도가 정식 시행되었다.

### 내용
협의이혼을 하려는 부부는 일정기간(미성년자인 자녀가 있는 경우 3개월, 그 밖의 경우 1개월)이 지난 후 법원의 이혼의사 확인을 받아야 한다. 또, 미성년자인 자녀가 있는 부부의 경우는 협의이혼확인신청을 위해 자녀의 양육과 친권자결정에 관한 협의사항을 의무적으로 제출해야 한다. 법원심사결과 협의사항이 미성년자인 자녀의 복리에 반하는 경우 법원은 보정을 명할 수 있고, 부부가 보정명령에 따르지 않을 경우에는 협의이혼의사확인을 거부할 수 있다.

제836조의2(이혼의 절차) ① 협의상 이혼을 하려는 자는 가정법원이 제공하는 이혼에 관한 안내를 받아야 하고, 가정법원은 필요한 경우 당사자에게 상담에 관하여 전문적인 지식과 경험을 갖춘 전문상담인의 상담을 받을 것을 권고할 수 있다.
② 가정법원에 이혼의사의 확인을 신청한 당사자는 제1항의 안내를 받은 날부터 다음 각 호의 기간이 지난 후에 이혼의사의 확인을 받을 수 있다.
1. 양육하여야 할 자(포태 중인 자를 포함한다. 이하 이 조에서 같다)가 있는 경우에는 3개월
2. 제1호에 해당하지 아니하는 경우에는 1개월
③ 가정법원은 폭력으로 인하여 당사자 일방에게 참을 수 없는 고통이 예상되는 등 이혼을 하여야 할 급박한 사정이 있는 경우에는 제2항의 기간을 단축 또는 면제할 수 있다.
④ 양육하여야 할 자가 있는 경우 당사자는 제837조에 따른 자(子)의 양육과 제909조제4항에 따른 자(子)의 친권자결정에 관한 협의서 또는 제837조 및 제909조제4항에 따른 가정법원의 심판정본을 제출하여야 한다.
⑤ 가정법원은 당사자가 협의한 양육비부담에 관한 내용을 확인하는 양육비부담조서를 작성하여야 한다. 이 경우 양육비부담조서의 효력에 대하여는 「가사소송법」 제41조를 준용한다.— 민법

### 한계
이혼숙려제도는 본질적으로 이혼의 자유를 제한하고 협의이혼을 원하는 부부에게 불안정하거나 이미 파탄난 혼인상태를 법적으로 유지하도록 강제하는 기능을 한다. 민법 제836조의2제3항은 "폭력으로 인하여 당사자 일방에게 참을 수 없는 고통이 예상되는 등 이혼을 하여야 할 급박한 사정이 있는 경우에는 이혼숙려기간을 단축 또는 면제할 수 있다."고 규정하고 있으나, 실무상 잘 받아들여지지 않고 있다.
또, 미성년자인 자녀의 양육 및 친권행사자, 면접교섭권을 합의하거나 미성년자인 자녀가 없는 경우에는 재판상 이혼의 조정제도('조정 이혼')를 이용하여 이혼숙려기간을 거치지 않고 이혼할 수 있는데, 주로 부유층이 이러한 제도를 이용해 이혼숙려기간을 회피함으로써 빈부에 따라 제도의 적용이 차별화될 가능성이 있다.

## 같이 보기
- 양육비이행관리원
- 이혼